# Théâtre La Licorne
 (avril 2022).
Si vous disposez d'ouvrages ou d'articles de référence ou si vous connaissez des sites web de qualité traitant du thème abordé ici, merci de compléter l'article en donnant les références utiles à sa vérifiabilité et en les liant à la section « Notes et références ».
Le théâtre La Licorne est une salle de spectacle située au 4559, avenue Papineau à Montréal. La compagnie qui l'anime est le théâtre de la Manufacture. 
En 1981, le théâtre de la Manufacture ouvre le théâtre La Licorne, alors situé sur le boulevard Saint-Laurent, un espace théâtral qui s’impose rapidement dans la trame culturel montréalaise. En 1989, le lieu déménage sur l’avenue Papineau, La Manufacture en devient propriétaire et en assure toujours la direction artistique.
Le théâtre se trouve en face de la salle La Tulipe.

## Projet d'agrandissement et de rénovation
Le théâtre La Licorne obtient à l'été 2009 le financement nécessaire à son agrandissement. Évalué à un peu plus de 6,5 M$, le début des travaux est exécuté à partir d'août 2010. Le nouvel édifice, conçu par FABG, qui devait être achevé en mars 2011, n'ouvre qu'en août 2011. 
Le gouvernement du Canada contribue pour environ 2,3 millions $ et le gouvernement du Québec pour 3,9 millions $. Le théâtre de la Manufacture contribue pour une somme de 400 000 $ pour compléter le financement.
Les travaux donnent lieu à la démolition de l'actuel théâtre et de l'édifice voisin ainsi qu'à la reconstruction, sur les deux sites, d'un ensemble théâtral de diffusion et de création pouvant répondre aux besoins des artistes, des techniciens, du personnel et du public. L'édifice achevé compte deux salles : le théâtre La Licorne (175 places) et La Petite Licorne (90 places). La capacité des deux salles totalise environ 265 places (au lieu des 315 sièges prévus dans le projet). Par ailleurs, le nouveau bâtiment inclut des espaces de création adaptés aux besoins du milieu théâtral, des bureaux administratifs fonctionnels et un bar.